# Nachtegaal
De nachtegaal (in dichterlijke taal ook filomeel; Luscinia megarhynchos) is een zangvogel uit de onderfamilie Saxicolinae, vroeger ingedeeld bij de familie Turdidae (lijsters) maar nu onderdeel van de familie vliegenvangers. 

## Kenmerken
De bovenzijde is egaal bruin van kleur, terwijl de stuit en de bovenzijde van de staart roodbruin zijn. De onderzijde is lichtgrijs. Het oog is opvallend groot en zwart en de poten zijn licht van kleur. Zijn zang is verklinkend, veelzijdig, erg karakteristiek en vaak 's nachts hoorbaar. De lichaamslengte bedraagt 16,5 cm.

## Leefwijze
Verder is het een vogel die zich onopvallend ophoudt in dicht struikgewas, vaak met brandnetels, van waaruit hij ook zingt. Het voedsel bestaat uit wormen, insecten, larven, poppen en eieren.

## Voortplanting
Het legsel bestaat uit vier of vijf olijfbruine eieren in een nest, dicht bij de grond, in de dichte ondergroei.

## Naam
De wetenschappelijke naam van de nachtegaal begint bij de naam die Linnaeus in 1758 gaf aan de vogel waarvan hij dacht dat het de nachtegaal was Motacilla Luscinia. Luscinia is Latijn voor nachtegaal en Motacilla gebruikte Linnaeus als geslachtsnaam voor een groot aantal kleine zangvogels met beweeglijke staartjes. Alleen de kwikstaarten hebben nu nog deze geslachtsnaam. Echter, in 1831 beschreef Christian Ludwig Brehm vijf verschillende soorten nachtegaal en gebruikte Luscinia als geslachtsnaam. De nachtegaal die voorkwam in West- en Zuid-Europa (en verder het Nabije Oosten en het zuiden van Midden-Azië) noemde hij Luscinia megarhynchos (grootsnavelige nachtegaal). Een nachtegaal die noordelijker in Europa (Skandinavië, Midden-Europa en verder in Azië) voorkomt noemde hij Luscinia philomela. De ontdekking van meerdere soorten nachtegaal en het feit dat de nachtegaal verwant is aan soorten als roodborst en zwartkop leidde ertoe dat aan het eind van de negentiende eeuw wel zes verschillende geslachtsnamen voor de nachtegaal in omloop waren zoals Sylvia, Aedon, Curruca, Daulias, Philomela en Erithacus. Inmiddels was ook duidelijk dat de vogel die Carl Linnaeus bedoelde, eigenlijk de Noordse nachtegaal was. Daardoor werd Brehm (volgens de nomenclatuurregels ) de soortauteur van de in West- en Zuid-Europa voorkomende nachtegaal en is Luscinia megarhynchus de geldige wetenschappelijke naam die het meest gebruikt wordt. In 1906 pleitte de Amerikaanse vogelkundige Harry Church Oberholser overtuigend voor Luscinia als geslachtsnaam. Echter, begin 1900 bleven Daulias, Aëdon en Erithacus als geslachtsnaam nog gebruikelijk.
De Nederlandse naam (en ook de Friese: Geal) is afgeleid van het Germaanse "galan": (galmend) zingen.. Jac. P. Thijsse spreekt in zijn Het Vogeljaar van de "koning der Europeesche zangers".

## Verspreiding en leefgebied
De nachtegaal is een trekvogel die alleen van april tot oktober in West-, Zuid- en Midden-Europa en tot in Midden-Azië onder de 50ste breedtegraad voorkomt om te broeden. Hij overwintert in Zuidelijk Afrika.
De soort telt drie ondersoorten:
- L. m. megarhynchos: van westelijk en centraal Europa tot centraal Turkije en zuidelijk naar Jordanië.
- L. m. africana: oostelijk Turkije, de Kaukasus en noordelijk en zuidwestelijk Iran.
- L. m. golzii: van oostelijk Iran tot Kazachstan, zuidwestelijk Mongolië en noordwestelijk China.

### Kaart

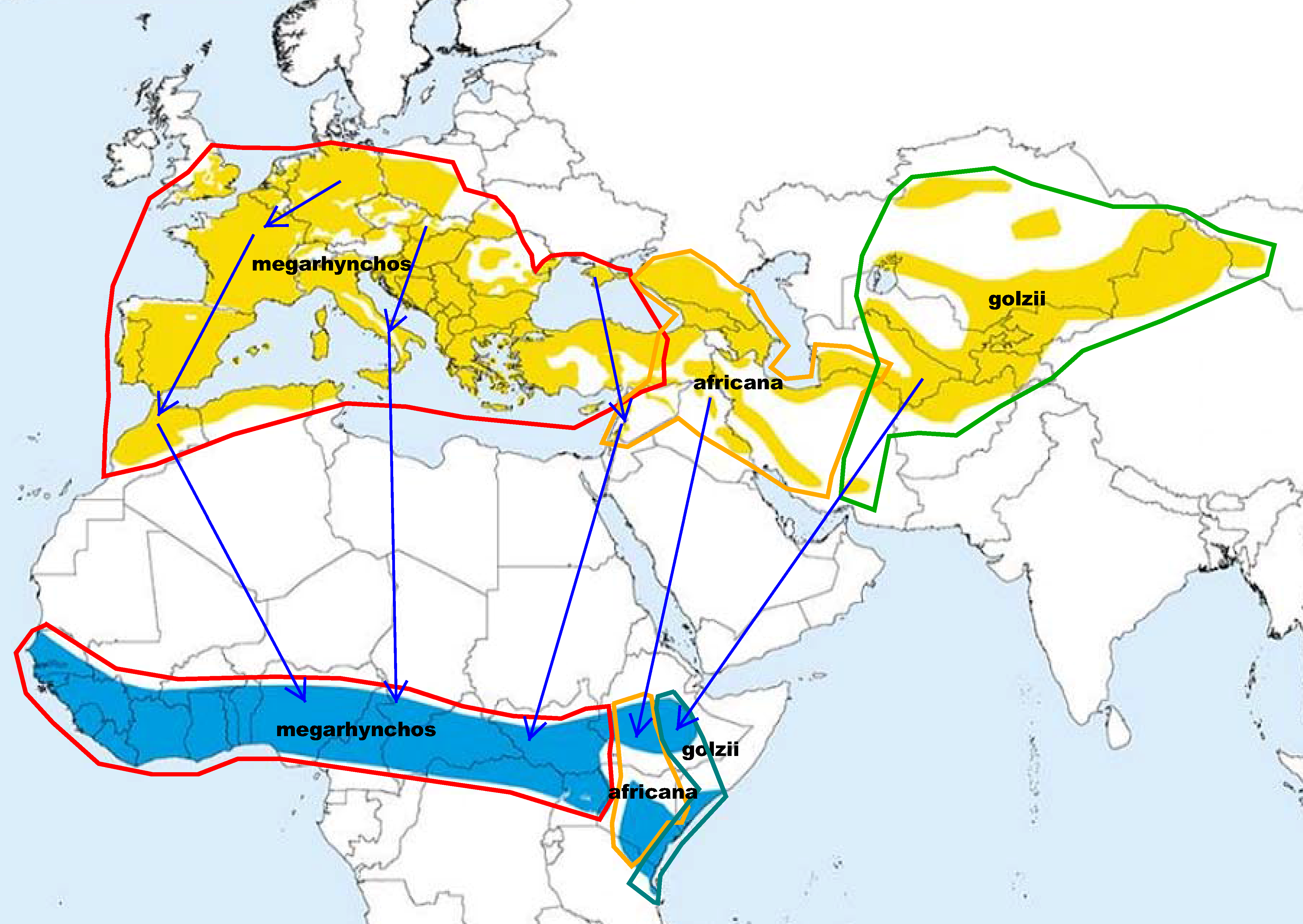
Verspreidingskaart van de nachtegaal met ondersoorten
----

## Voorkomen in Nederland en Vlaanderen
Nachtegalen zijn nog steeds vrij talrijke broedvogels in Nederland. Vooral in de duinstreek en op de Waddeneilanden zijn er nachtegalen. Ook Flevoland werd vlot gekoloniseerd. In Oost- en Zuid-Nederland ging het echter minder goed met de nachtegaal. Sinds de jaren 1970 is sprake van een sterke achteruitgang. Dit is de reden dat de nachtegaal in 2004 als kwetsbaar op de Nederlandse rode lijst is gezet. Volgens SOVON zijn er in de periode 2018-2020 ongeveer 5800-7300 broedparen in Nederland en is de trend (landelijk gezien) sinds 2000 redelijk stabiel. De soort staat ook als kwetsbaar op de Vlaamse rode lijst.

## Symbolen
In de volksvertellingen kondigt de nachtegaal de lente aan. Het is de vogel van mei, maar hij is eveneens en vooral het symbool van de liefde, die al eeuwenlang dichters en componisten heeft beziggehouden. Zijn zang bestaat uit herhaalde motiefjes en een crescendo.

## Trivia
In de traditionele muziek uit de omgeving van de stad Nice speelt de nachtegaal een belangrijke rol. Tsjaikovski heeft het thema van deze muziek gebruikt in zijn Humoresque opus 10-2. Guido Gezelle - Vlaams dichter - heeft aan de nachtegaal een klankdicht gewijd. Hij tracht daarin het gezang van de vogel tot klinken te brengen.

## Video
- Zingende nachtegaal